# Final de la Copa del Rei de futbol 2024-25
La final de la Copa del Rei de futbol 2024-25 va ser un partit de futbol per decidir els guanyadors de la Copa del Rei 2024-25, la 123a edició de la principal copa de futbol d'Espanya (incloses dues temporades en què es van jugar dues edicions rivals). El partit es va jugar el 26 d'abril de 2025 a l'Estadi de La Cartuja de Sevilla –en el primer esdeveniment a la seu després de la seva ampliació i conversió d'una instal·lació esportiva abans del seu ús a la Copa del Món de la FIFA 2030 – entre els rivals FC Barcelona i Reial Madrid. Va ser el 260è partit competitiu entre els dos equips i el primer d'una final de la Copa del Rei des del 2014.
El Barça va guanyar el partit per 3-2 després de la pròrroga i va aconseguir el seu 32è títol de la Copa del Rei, un rècord.

## Ruta cap a la final
| Barcelona         | Barcelona        | Ronda            | Reial Madrid   | Reial Madrid            |
| ----------------- | ---------------- | ---------------- | -------------- | ----------------------- |
| Oponent           | Resultat         |                  | Oponent        | Resultat                |
| UD Barbastre      | 4–0 (A)          | Setzens de final | Minera         | 5–0 (A)                 |
| Reial Betis       | 5–1 (H)          | Vuitens de final | Celta de Vigo  | 5–2 (prò.) (H)          |
| València CF       | 5–0 (A)          | Quarts de final  | Leganés        | 3–2 (A)                 |
| Atlètic de Madrid | 4–4 (H), 1–0 (A) | Semifinals       | Reial Societat | 1–0 (A), 4–4 (prò.) (H) |

Llegenda: (H) = Local; (A) = Fora
1. ↑  La Minera no va jugar el partit al seu estadi principal Ángel Celdrán, Llano del Beal, ja que no complia els requisits de retransmissió.[6]

## Controvèrsia arbitral
Abans de la final, Real Madrid TV va emetre un vídeo criticant l'àrbitre designat pel partit Ricardo de Burgos Bengoetxea, afirmant que el Barça guanyava més vegades que el Reial Madrid en els partits que ell arbitrava. RMTV va menysprear De Burgos Bengoetxea per no haver estat mai designat per a partits de la Lliga de Campions de la UEFA o dels tornejos de la FIFA, i va incloure imatges de diversos presumptes errors arbitrals contra el Reial Madrid.
De Burgos Bengoetxea va respondre en una roda de premsa destacant les dificultats a què s'enfronten els àrbitres i les seves famílies quan es qüestiona la seva integritat, dient: "Quan el teu fill va a l'escola i altres nens li diuen que el seu pare és un lladre, això és molt dur". L' àrbitre assistent de vídeo de la final, Pablo González Fuertes, va suggerir que els oficials espanyols podrien prendre mesures com ara una vaga a causa de la manera com estaven rebent el tracte.
El Reial Madrid va qualificar els comentaris dels àrbitres d'"inacceptables" i es va retirar de les obligacions amb els mitjans de comunicació prèvies a la final, inclosa la roda de premsa i la sessió d'entrenament oficial.

## Partit

### Detalls
| FC Barcelona                           | 3–2 (pr.) | Reial Madrid                  |
| -------------------------------------- | --------- | ----------------------------- |
| * Pedri 28' - Torres 84' - Koundé 116' | Informe   | * Mbappé 70' - Tchouaméni 77' |

| Barcelona | Real Madrid |

| GK          | 25 | Wojciech Szczęsny     |        |      |
| RB          | 23 | Jules Koundé          |        |      |
| CB          | 2  | Pau Cubarsí           |        |      |
| CB          | 5  | Iñigo Martínez        |        |      |
| LB          | 35 | Gerard Martín         | 37'    | 85'  |
| CM          | 21 | Frenkie de Jong (c)   | 68'    | 85'  |
| CM          | 8  | Pedri                 |        | 98'  |
| RM          | 19 | Lamine Yamal          |        |      |
| AM          | 20 | Dani Olmo             |        | 65'  |
| LM          | 11 | Raphinha              | 90+10' |      |
| CF          | 7  | Ferran Torres         |        | 115' |
| Suplents:   |    |                       |        |      |
| GK          | 1  | Marc-André ter Stegen |        |      |
| GK          | 13 | Iñaki Peña            |        |      |
| DF          | 4  | Ronald Araújo         |        | 85'  |
| DF          | 15 | Andreas Christensen   |        |      |
| DF          | 24 | Eric García           |        | 98'  |
| DF          | 32 | Héctor Fort           |        |      |
| MF          | 6  | Gavi                  |        | 85'  |
| MF          | 14 | Pablo Torre           |        |      |
| MF          | 16 | Fermín López          | 90+4'  | 65'  |
| FW          | 10 | Ansu Fati             |        |      |
| FW          | 18 | Pau Víctor            |        | 115' |
| Entrenador: |    |                       |        |      |
| Hansi Flick |    |                       |        |      |

| GK              | 1  | Thibaut Courtois    |             |      |
| RB              | 17 | Lucas Vázquez (c)   | 120+3'      | 55'  |
| CB              | 35 | Raúl Asencio        |             |      |
| CB              | 22 | Antonio Rüdiger     | 120+3'      | 111' |
| LB              | 23 | Ferland Mendy       |             | 11'  |
| CM              | 8  | Federico Valverde   |             |      |
| CM              | 14 | Aurélien Tchouaméni | 31'         |      |
| RW              | 11 | Rodrygo             |             | 46'  |
| AM              | 5  | Jude Bellingham     | 107' 120+4' |      |
| LW              | 19 | Dani Ceballos       |             | 55'  |
| CF              | 7  | Vinícius Júnior     |             | 89'  |
| Suplents:       |    |                     |             |      |
| GK              | 13 | Andriy Lunin        |             |      |
| GK              | 26 | Fran González       |             |      |
| DF              | 4  | David Alaba         |             |      |
| DF              | 18 | Jesús Vallejo       |             |      |
| DF              | 20 | Fran García         |             | 11'  |
| MF              | 10 | Luka Modrić         | 90+1'       | 55'  |
| MF              | 15 | Arda Güler          |             | 55'  |
| CF              | 9  | Kylian Mbappé       |             | 46'  |
| FW              | 16 | Endrick             |             | 111' |
| FW              | 21 | Brahim Díaz         |             | 89'  |
| Entrenador:     |    |                     |             |      |
| Carlo Ancelotti |    |                     |             |      |

| Home del partit: Ferran Torres (Barcelona) Àrbitres assistents: Iker de Francisco Grijalba Asier Pérez de Mendiola González de Durana Quart àrbitre: Mateu Busquets Ferrer Àrbitre assistent de reserva: Alfredo Rodríguez Moreno Àrbitre assistent de vídeo: Pablo González Fuertes Àrbitres assistents de vídeo: Íñigo Prieto López de Ceraín Francisco José Hernández Maeso | Regles del partit - 90 minuts. - 30 minuts de temps extra si cal. - Tanda de penals si el marcador continua empatat. - Onze suplents nomenats. - Màxim de cinc substitucions, amb una sisena permesa a la pròrroga. |

## Després del partit
L'àrbitre Ricardo de Burgos Bengoetxea va mostrar tres targetes vermelles, totes a jugadors del Reial Madrid. Antonio Rüdiger, que ja havia estat substituït, va veure una targeta vermella durant el temps afegit de la pròrroga per llançar un objecte cap a l'àrbitre des de l'àrea tècnica. Lucas Vázquez va ser expulsat per entrar al camp en protesta agressiva contra una decisió arbitral. Després del xiulet final, Jude Bellingham també va ser expulsat per enfrontar-se a l'àrbitre de manera agressiva i va haver de ser contingut pels seus companys d'equip.
Després de ser expulsat, Rüdiger es va disculpar públicament pel seu comportament, admetent que no hi havia excusa per les seves accions i lamentant haver decebut els aficionats. No obstant això, Rüdiger podria ser suspès de quatre a dotze partits, o de tres a sis mesos si la infracció es classifica com a més greu. Mentrestant, tant Vázquez com Bellingham rebrien dos partits de suspensió, que compliran a la Copa del Rei de la temporada vinent.